# 藍首亞口魚
藍首亞口魚（學名：Catostomus discobolus）為輻鰭魚綱鯉形目亞口魚科的其中一種，為溫帶淡水魚，分布於北美洲美國懷俄明州、愛達荷州蛇河、懷俄明州、猶他州巴那維利湖向南流經科羅拉多河上游流域，本魚體呈圓柱形，口下位成吸盤狀，頂部呈現深綠色或深銀色，底部呈現淺黃色，側線鱗70-100枚，在繁殖過程中，雄魚的大頭頂部會出現藍色斑塊，下鰭會變成黃色或橙色，並帶有紅色或玫瑰色側線，體長可達41公分，棲息在溪流底層水域，可適應各種環境，從山區冰冷的溪流到沙漠地區，白天會待在淺溪流，晚上覓食，繁殖期4至7月。 